# Victoria Terrasse
Victoria Terrasse je komplex historických budov v centru Osla v Norsku z konce 19. století. Dříve se mu říkalo též Petersborg, jelikož o jeho výstavbu se zasloužil obchodník a průmyslník Peter J. K. Petersen. Původně apartmánový komplex (v kterém bydlel mimo jiné známý dramatik Henrik Ibsen) od roku 1913 postupně sloužil pro různé vládní úřady a nyní je sídlem Ministerstva zahraničních věcí Norska.

## Historie

### Apartmánový komplex
Komplex Victoria Terrasse byl postaven mezi lety 1884 až 1890 jako apartmánový komplex, tehdy největší a nejkvalitnější v zemi. Hlavním architektem byl Henrik Thrap-Meyer, ale na projektu se podíleli i další významní architekti: Wilhelm von Hanno, Paul Due a Richard Steckmesta. Skládal se ze tří hlavních částí (bloků), délka hlavní fasády je 180 metrů. Mezi architektonické rysy komplexu patřila bohatě členěná fasáda a široká škála detailů z tepaného železa. Fasády jsou členěny poměrně hluboce profilovanými horizontálními pruhy, které zdůrazňují jednotlivá hlavní podlaží. Použity byly leštěné kachlové cihly natřené bílou barvou, doplněnými o fasádní ornamenty v novorenesančním nebo neogotickém stylu (část komplexu z let 1885–188, resp. 1889–1890). Celek budov dotváří dekorativní věže a kopule.
Celý komplex byl na konec 19. století velmi moderně vybaven, mimo jiné od počátku byla do všech bytů zavedena tehdy ještě ne zcela obvyklá elektřina. Všechny byty byly velmi velké, nejluxusnější byty byly situovány podél hlavní fasády. Od roku 1891 do roku 1895 zde žil dramatik Henrik Ibsen, který bydlel v prvním patře jižní části. Stavba byla pojmenována po tehdejší norské a švédské korunní princezně Viktorii (1862–1930). Poměrně dlouho se komplexu neoficiálně říkalo také Petersborg, protože až do své smrti byl jeho vlastníkem průmyslník Peter J. K. Petersen (resp. jeho společnost Petersborgcompagniet).

### Sídlo vládních úřadů
V roce 1913 převzala celý komplex norská vláda a postupně zde sídlilo ústředí policie a různá ministerstva nebo jiné vládní úřady (např. Norská geologická služba). Během let se uživatelem největší části budov stalo Ministerstvo zahraničních věcí Norska, které zde (kromě období nacistické okupace Norska) sídlí až do současnosti. 3. ledna 1955 část jedné budovy vyhořela. Kromě škod na samotné budově tak byly nenávratně ztraceny mnohé cenné dokumenty z archivů. V roce 1962 byla u komplexu původních budov z konce 19. století postavena novodobá přístavba (architekti Bernt Heiberg a Ola Mørk Sandvik). 

### Během nacistické okupace
Během okupace Norska v dubnu 1940 budovy zabrala německá okupační správa a umístila zde především neblaze proslulé Gestapo a Sicherheitsdienst. Byly zde výslechové místnosti pro všechny vězně a jméno „Victoria Terrace“ se tak pro mnohé stalo synonymem pro mučení a utrpení. V suterénu budovy byly umístěny cely pro krátkodobé pobyty, ale běžnou praxí bylo převážet vězně každý den přímo z jednotlivých věznic v různých částech Osla (např. Møllergata 19). Několik vězňů při čekání na výslech vyskočilo z okna a zabilo se. 
Spojenci se dvakrát pokusily sídlo Gestapa a Sicherheitsdienst bombardovat (25. září 1942 a 31. prosince 1944), ale obě operace selhaly a zasáhly jen sousední budovy, ulice a další civilní cíle. Na Silvestra 1944 byla mimo jiné zasažena nedaleko jedoucí tramvaj. Při bombardování na Silvestra 1944 tak zemřelo celkem 106 lidí, z toho 79 civilistů. Němci se pochopitelně snažili tyto události využít ve svůj prospěch a označili je za „teroristické bombardování“.

## Fotogalerie

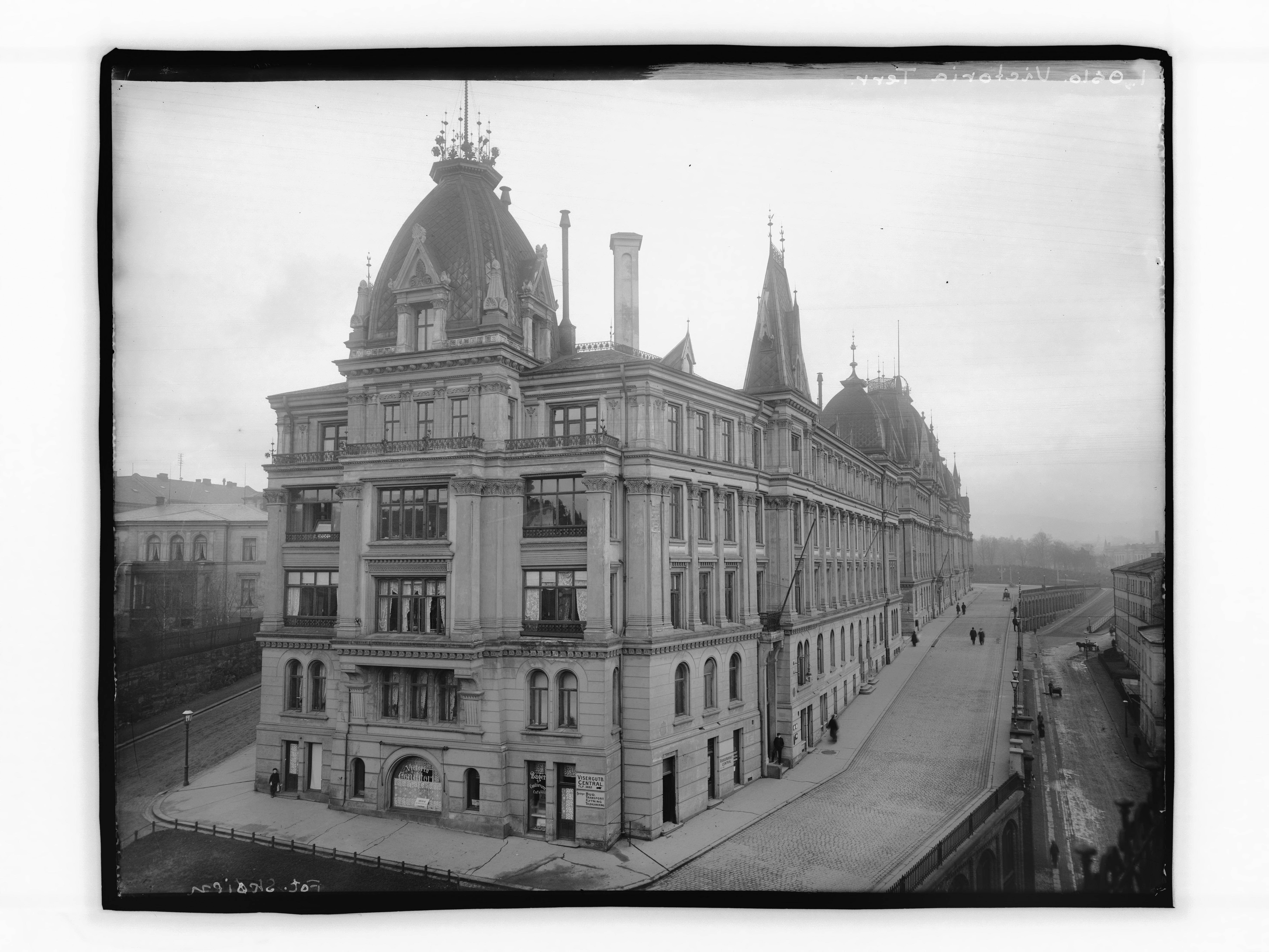
Pohledu z jihu na konci 19. století; krátce po dokončení
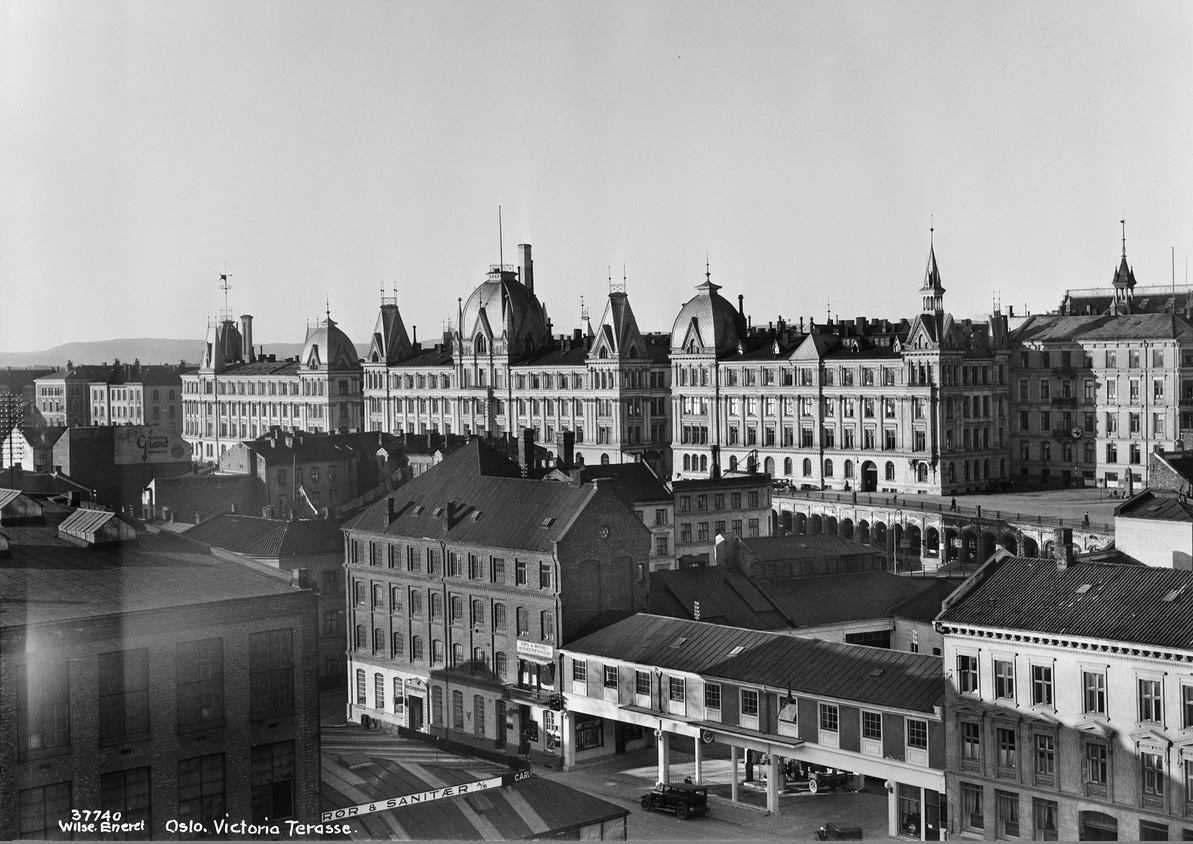
Celek v roce 1932 (v popředí jiné budovy)
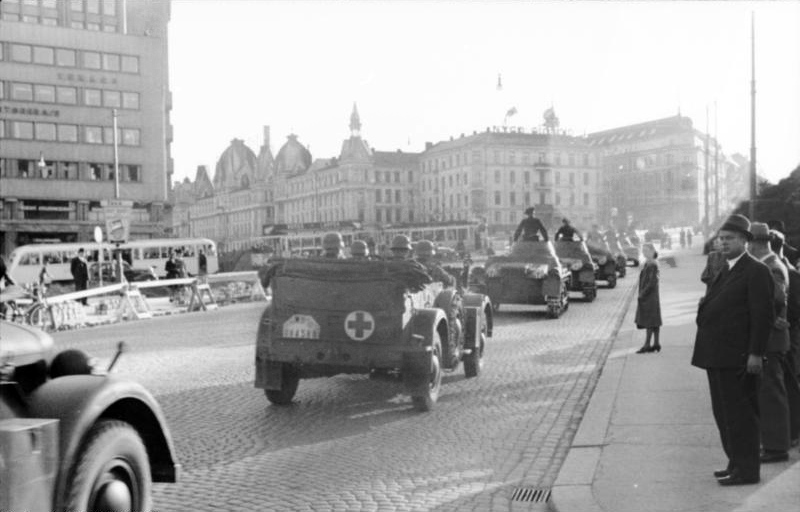
Okupace (5/1940), Victoria Terasse v pozadí
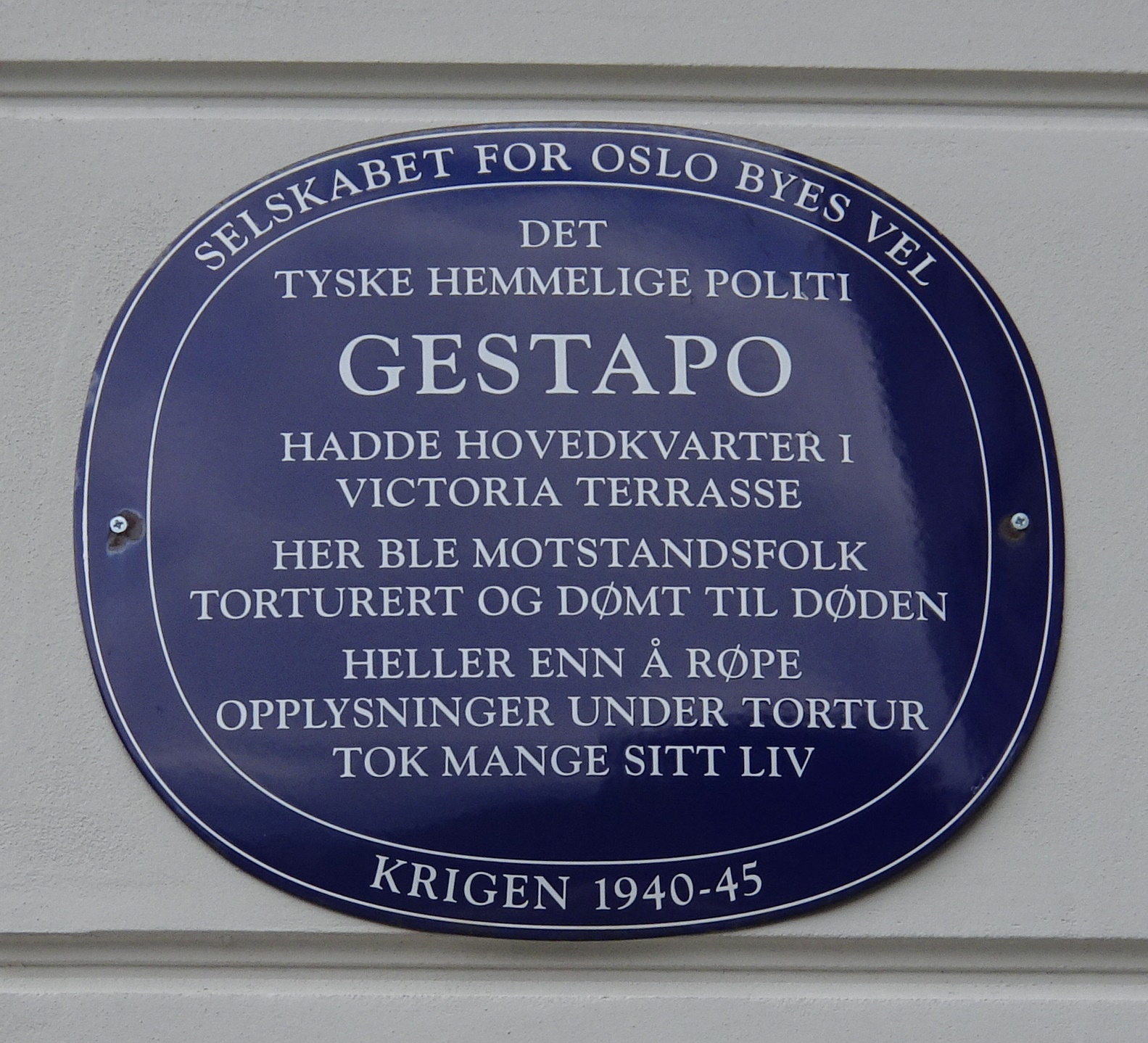
Plaketa připomínající sídlo gestapa
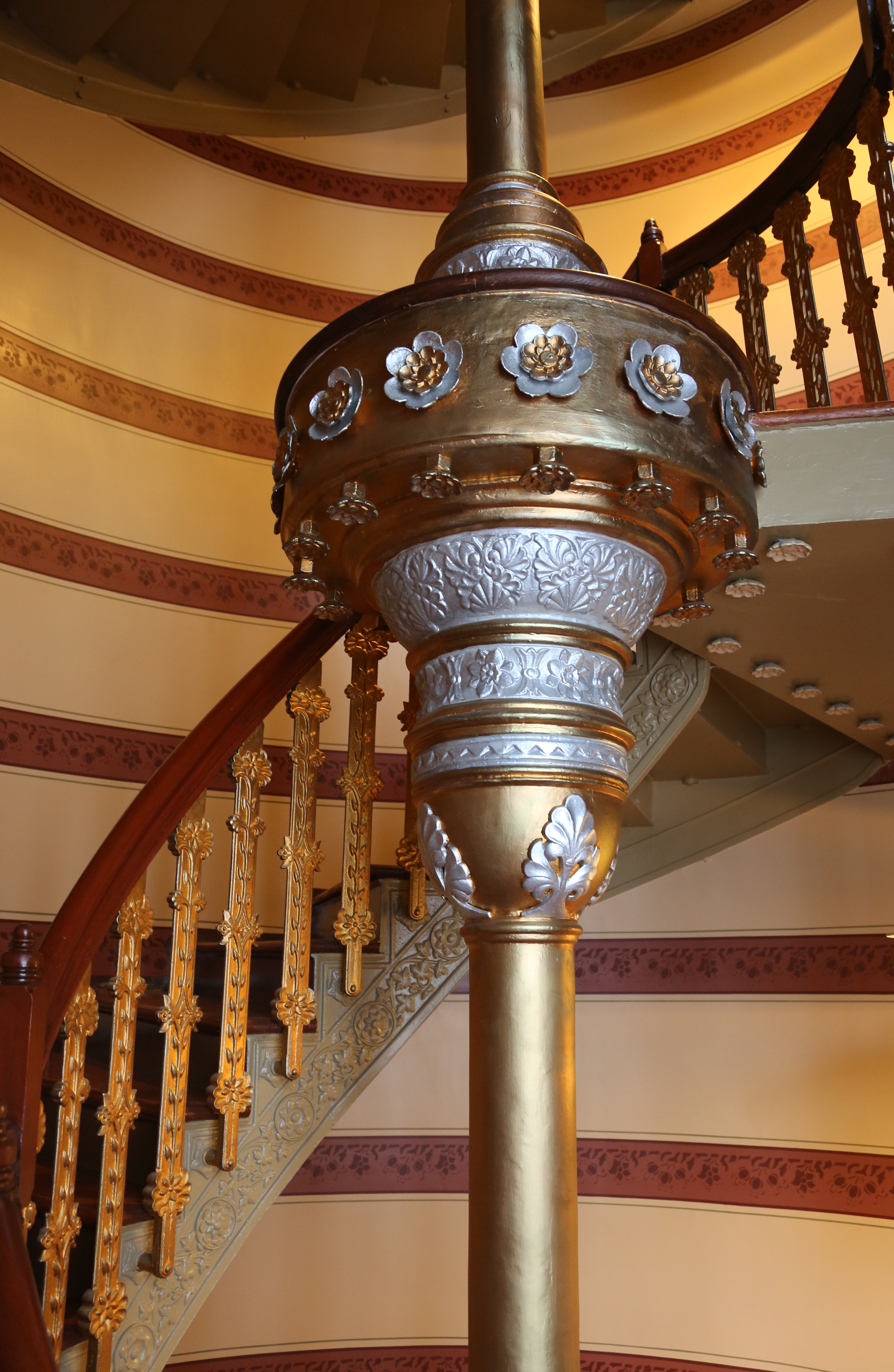
Detail schodiště
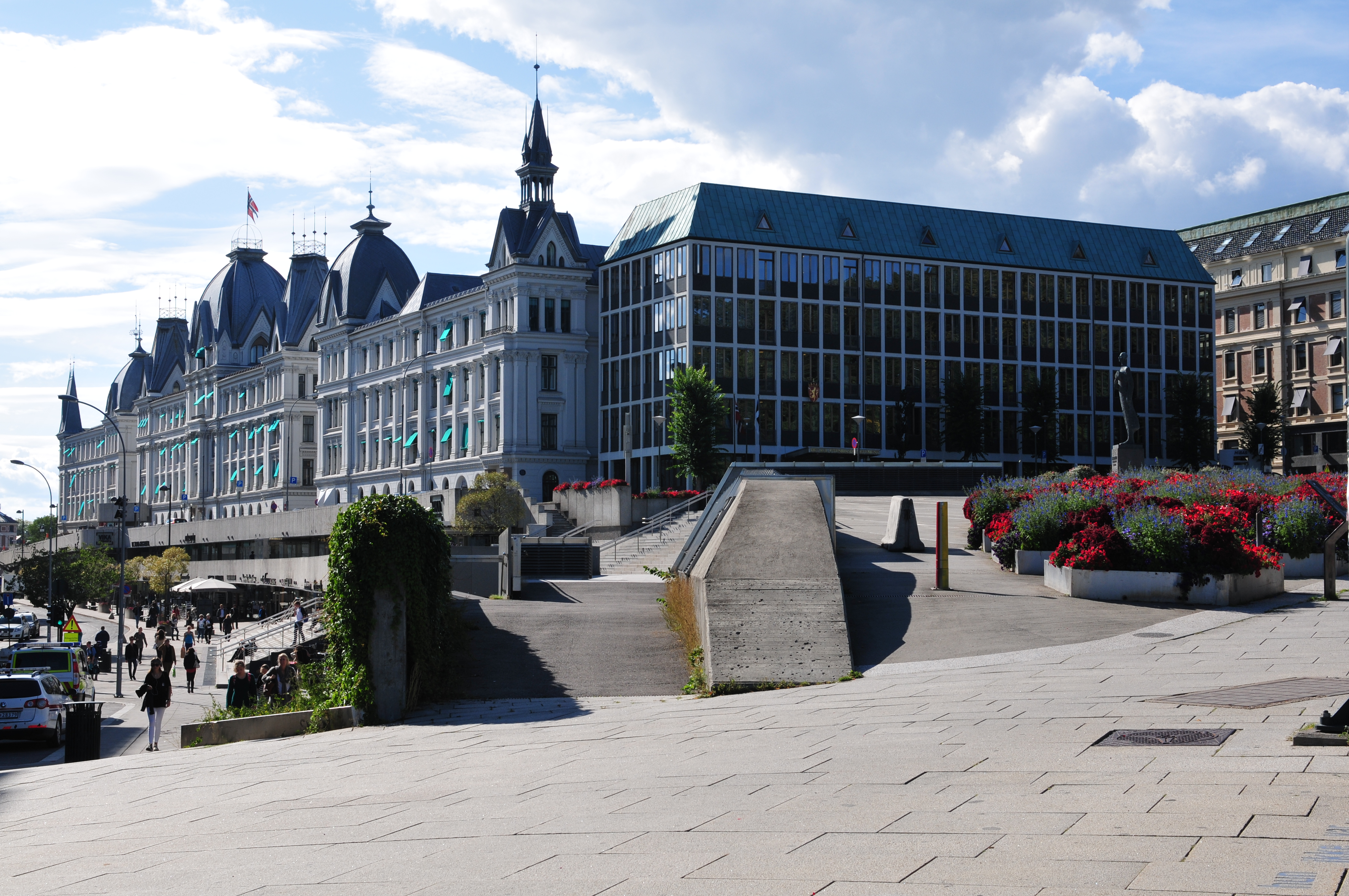
Celkový pohled, novodobá přístavba (1962) v popředí